# Sinj

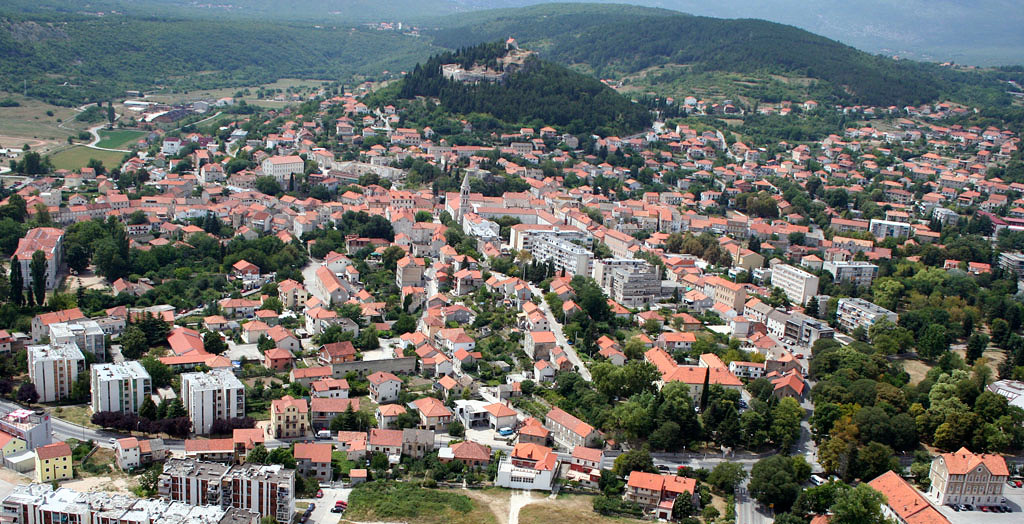
Vista panorámica de Sinj.

Sinj o Signo es una ciudad croata, situada en el condado de Split-Dalmacia. La ciudad cuenta con una población de 11,468 (censo 2001), mientras la población del municipio administrativo que es de 25,373 (2001). La ciudad de Sinj es conocida como el centro de la región de Cetinska krajina, por el cual fluye el río Cetina. Sinj está situada entre cuatro montañas: Svilaja, Dinara, Kamesnica y Visoka.
La ciudad creció alrededor de una fortaleza antigua ocupada por los otomanos desde el siglo XVII hasta finales del siglo XVII, y también monasterio Franciscano con la iglesia de Nuestra Señora de Sinj (Gospa Sinjska). El aniversario de la última victoria sobre el ejército otomano en 1715 es celebrado cada año al principio de agosto por Sinjska alka, una competición (competencia) ecuestre en la que los jinetes, ceremonialmente vestidos, tratan de golpear un pequeño anillo (alka) con su lanza, galopando. 

## Turismo
Sinj y Cetinska Krajina representan un área turística interesante, y la atracción principal, por la que se conoce la ciudad en Croacia y en el extranjero, es seguramente por el Torneo tradicional de Sinj (Alka). Se celebra cada año en el primer domingo de agosto para conmemorar la victoria sobre el ejército turco en 1715. Los participantes, vestidos con trajes tradicionales, montan a caballo a galope, tratando de empujar un anillo (alka), colgado de una cuerda, con una lanza. El equipo que amontone el número más alto de puntos (punat) es declarado el vencedor. Muchos turistas de Croacia y del extranjero visitan el Torneo Tilters cada año.